# عزاء الفلسفة
عزاء الفلسفة (باللاتينية: دي كونسولاتيون فيلوسوفياي) هو عمل فلسفي من قبل بوثيوس، كتب في عام 524. وقد وصف بأنه العمل الأكثر أهمية وتأثيرا في الغرب على العصور الوسطى والمسيحية في بداية عصر النهضة، وأيضا آخر عمل غربي عظيم من العصر الكلاسيكي.

## الوصف
ما يقدر بالذهب يستحق أن يشغل وقت أفلاطون وتولي إدوارد جيبون.
كتبت عزاء الفلسفة في عام 523 ميلاديا خلال السنة التي خدم فيها بوثيوس في السجن منتظرا للمحاكمة - من أجل التنفيذ النهائي - بسبب خيانته المزعومة للملك القوطي تيودوريك الكبير. تولى بوثيوس أعلى مناصب السلطة في روما، وما جرده من منزلته الغدر. وقد ألهمته هذه التجربة لإنشاء النص الذي يعكس كيف يمكن أن يكون الشر في عالم يحكمه الله (مشكلة ثيوديسي)، وكيف أن السعادة لا تزال قابلة للتحقيق وسط ثروة متقلبة، مع الأخذ في الاعتبار أيضا العلاقة بين طبيعة السعادة والله. وقد وصفت بأنها «إلى حد بعيد المثال الأكثر إثارة للاهتمام من أدب السجن في العالم من أي وقت مضى.»
وكثيرا ما يفترض وجود صلة بين تلك العلاقة والمسيحية، ولكن لا توجد إشارة إلى يسوع المسيح أو المسيحية أو أي دين محدد آخر غير الإشارات القليلة المائلة لبولين الكتاب المقدس، مثل التماثل بين الخطوط الافتتاحية للكتاب 4 الفصل 3 و1 كورنثوس 09:24. إلا أن الله لا يمثل فقط كدولة أبدية ومعرفة، بل كمصدر لكل الخير.
كتب بوثيوس الكتاب كمحادثة بينه وبين سيدة الفلسفة. «فلسفة ليدي» يعمل بوثيوس من خلال مناقشة الطبيعة الانتقالية للشهرة والثروة («لا يمكن لأي إنسان أن يكون آمنا حقا حتى يخاطر بحظه»)، والتفوق النهائي لأشياء العقل، والتي تسميها. يدعي أن السعادة تأتي من الداخل، وأن الفضيلة هي كل ما لديه حقا، لأنه لا يتعرض للخطر من تقلبات الحظ.
 طرح بوثيوس أسئلة مثل طبيعة القدر والإرادة الحرة، لماذا الرجال الأشرار في كثير من الأحيان يحققون الثراء والسلطة بينما الرجال الخيرون يقعون في الخراب والطبيعة البشرية والفضيلة والعدالة. يتحدث عن طبيعة الإرادة الحرة والحتمية عندما يسأل عما إذا كان الله يعلم ويرى كل شيء، أو أن الرجل لديه إرادة حرة. في الطبيعة البشرية، يقول بوثيوس أن البشر هم في الأساس خيرون، لكن عندما يصبحون أشرارا، يهبطون إلى مستوى يكونون فيه مثل الحيوانات. في العدالة، يقول أن المجرمين لا ينبغي أن تساء معاملتهم، بل يتم التعامل معهم  بتعاطف واحترام، باستخدام العلاقة المتجانسة بين الطبيب والمريض لتوضيح العلاقة المثالية بين المدعي العام والمجرم.
في (عزاء الفلسفة)، أجاب بوثيوس عن الأسئلة الدينية دون الإشارة إلى المسيحية، والاعتماد فقط على الفلسفة الطبيعية والتقاليد اليونانية الكلاسيكية. كان يؤمن بعلاقة المراسلات بين الإيمان والعقل. والحقائق الموجودة في المسيحية لن تكون مختلفة عن الحقائق الموجودة في الفلسفة. على حد تعبير هنري تشادويك، «إذا كان العزاء لا يحتوي على شيء مميز من المسيحيين، فمن المهم أيضا أنه لا يحتوي على شيء وثني على وجه التحديد إنما... [هو] عمل مكتوب من قبل الأفلاطوني الذي هو أيضا مسيحي، ولكن العمل لا ينتسب للمسيحية.»

## التأثير

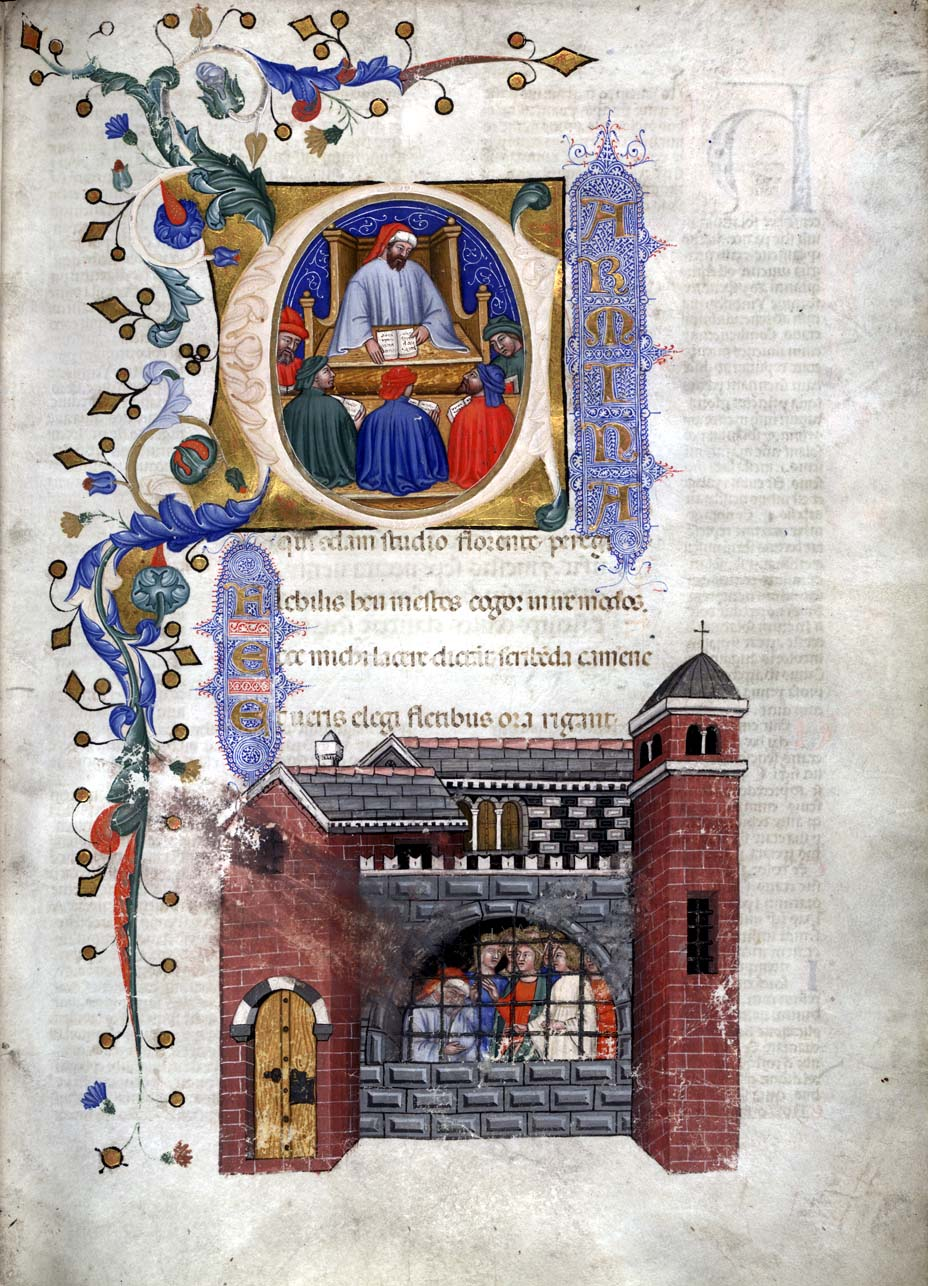
من المخطوطة الإيطالية عام 1385 من عزاء الفلسفة: الرسوم المصغرة لتدريس بوثيوس وهو في السجن.

كي تنال تلك المؤلفة طعما (شهرة واسعة) كان يجب أن تكون مشابهة لوضع العصور الوسطى - C. S. لويس.
من عصر الكارولنجي إلى نهاية العصور الوسطى وما بعدها كانت واحدة من الأعمال الفلسفية الأكثر شعبية وتأثيرا، وقراءة من قبل رجال الدولة والشعراء والمؤرخين، وكذلك من الفلاسفة واللاهوتيين. وبواسطة بوثيوس أصبح الكثير من الفكر في الفترة الكلاسيكية متاحا للعالم الغربي في العصور الوسطى. قيل كثيرا عن بوثيوس أنه كان آخر الرومان وأول الفلاسفة والمعلمين."

.عمل بوكاتشيو المتمثل في سيدة الحظ مع عجلة الحظ في مخطوطة القرون الوسطى كانت عزاء الفلسفة مسؤولة عن شعبية إلهة الثروة وعجلة الحظ في العصور الوسطى

تتناسب الرسالة الفلسفية للكتاب بشكل جيد مع التقوى الدينية في العصور الوسطى.شجعت القراء على عدم السعي إلى السلع الدنيوية مثل المال والسلطة، ولكن السعي إلى الفضائل الداخلية.كان الشر هو الغرض، لتوفير درس للمساعدة في التغيير من أجل الخير؛ في حين كان ينظر إلى الشر الذي كان فاضلا. لأن الله حكم الكون من خلال الحب، فإن الصلاة إلى الله وتطبيق الحب من شأنه أن يؤدي إلى السعادة الحقيقية.  في العصور الوسطى، مع شعورهم الحي من مصير حاسم، وجد في بوثيوس تفسيرا للحياة كان أقرب إلى روح المسيحية. عزاء الفلسفة توقفت، عند ملاحظتها على الفتاوى والانتماءات مع العقيدة المسيحية للتواضع، متوسطة للطريق بين الفلسفة الوثنية من سينيكا الأصغر والفلسفة المسيحية في وقت لاحق من (عزاء الفلسفة) التي مثلها توماس أكوانز.
تأثر الكتاب بشكل كبير من أفلاطون وحواراته (كما كان بوثيوس نفسه). يمكن تفسير شعبيتها جزئيا برسالتها الأخلاقية ومفاهيمها الجديدة، على الرغم من أن الأبحاث العلمية الحالية لا تزال بعيدة بكل وضوح عن السبب الذي جعل العمل أصبح شائعا جدا في العصور الوسطى.
تم ترجمتها إلى العامية من قبل الشخصيات الشهيرة، بما في ذلك الملك ألفريد من (الإنجليزية القديمة) وجان دي ميون من (الفرنسية القديمة) وجيفري تشوسر من (الإنجليزية الوسطى) والملكة إليزابيث الأولى من (الإنجليزية الحديثة المبكرة) ونوتر لابيو من (الألمانية العتيقة).
ما وجد داخل عزاء الفلسفة كان الموضوعات التي انتشرت في جميع أنحاء الشريعة الغربية: شخصية الإناث من الحكمة التي تبلغ دانتي، الصعود من خلال الكون عبر الطبقات التي يتم تقاسمها مع ميلتون، والمصالحة بين القوى المعارضة التي تجد طريقها إلى تشوسر في حكاية فارس، وكانت عجلة الحظ شعبية جدا خلال العصور الوسطى.
تحدث اقتباسات من ذلك  في كثير من الأحيان في ديفينا كومديا. من بويثيوس، لاحظ دانتي «الروح المباركة التي تعرض العالم الخادع لمن يصغي له.»
تأثير بوثيان يمكن العثور عليه في كل مكان تقريبا في شعر جيفري تشوسر، على سبيل المثال. في ترويلوس وكريسيدي، حكاية فارس، حكاية كاتب، حكاية فرانكلين، حكاية بارسون وحكاية ميليبي، في طبيعة سيدة الطبيعة في برلمان فولز وبعض القصائد الأقصر، مثل الحقيقة، السابق للعمر ولاك من ستدفاستنيس. ترجم تشوسر العمل في كتابه (بويس).
استخدم الملحن الإيطالي لويجي دالابيكولا بعض فقرات النص في عمله الكورالي كانتي دي بريجيونيا (1938). نقل الملحن الأسترالي بيتر سكولثورب أجزاء منه في مسرح الأوبرا أو المسرح الموسيقي «ريتس أوف باسيج» (1972-73)، الذي تم تكليفه بافتتاح دار أوبرا سيدني ولكنه لم يكن جاهزا في الوقت المناسب.
توم شيبي في الطريق إلى الأرض الوسطى يقول: الطريقة التي يعامل«بويثيان» فيها الشر هي نفس طريقة تولكين في كتاب ملك الخواتم. يقول شيبي أن تولكين كان يعرف جيدا ترجمة بويثيوس التي قدمها الملك ألفريد وأنه يقتبس بعض الملاحظات «بوثيان» من فرودو، تريبارد وإلروند.
بويثيوس وكونسولاتيو فيلوسوفياي استشهدا بها في كثير من الأحيان من قبل الشخصية الرئيسية إغناتيوس ج. رايلي  الحائز على جائزة بوليتزر لكتابه مؤامرة المغفلين (1980).
 هو نص متجزأ، وهذا يعني أنه مكتوب في أجزاء بالتناوب من النثر وآية مقننة. في سياق النص، يعرض بوثيوس قيادة خيالية من أشكال الشعر اللاتيني. تصنف على أنها مقطوعة منيبية، مزيج من حكاية مجازية، الحوار الأفلاطوني، والشعر الغنائي.
في القرن العشرين كان هناك ما يقرب من أربعمائة مخطوطة لا تزال موجودة، وهو دليل على شعبيتها.

## إعادة الإعمار
في عام 2016، قام باحثون من جامعة كامبريدج بإعادة تنسيق الألحان الأصلية التي تم فيها أُنشئت عزاء الفلسفة قبل 1000 سنة.